# Geophilus oweni
Geophilus oweni är en mångfotingart som beskrevs av Charles Harvey Bollman 1887. Geophilus oweni ingår i släktet Geophilus och familjen storjordkrypare. Inga underarter finns listade i Catalogue of Life.